# Lab Girl
Lab Girl: a Jornada de Uma Cientista Entre Plantas e Paixões é uma autobiografia de 2016 da geoquímica norte-americana, geobióloga e professora Hope Jahren. Ela recebeu o prêmio National Book Critics Circle de autobiografia, um livro notável do New York Times, vencedor do prêmio da Associação Americana para o Associação Americana para o Avanço da Ciência na categotia "Livros de Ciências", finalista do PEN/E. O. Prêmio Wilson de Redação Científica Literária, e foi nomeado um dos melhores livros do ano pelo The Washington Post, TIME.com, NPR, Slate, Entertainment Weekly, Newsday, Minneapolis Star Tribune e Kirkus Reviews.

## Sobre o livro
O livro de memórias de Jahren é separado em três partes, excluindo o prólogo e o epílogo. Cada seção segue aproximadamente o mesmo padrão da vida de Jahren e um capítulo que descreve um elemento da pesquisa de Jahren ou de fatos botânicos gerais. Ela descreve um aspecto da biologia de uma planta que age como uma metáfora para a vida de Jahren.
Além de relatar o trabalho de sua vida, Jahren tem as seguintes características-chave na comunidade científica, incluindo os problemas atuais para garantir o financiamento, a saturação excessiva do mercado com os cientistas e o sexismo que as mulheres cientistas enfrentam no campo. Jahren também se refere ao tema do estresse, depressão ou transtorno bipolar.